# چپ بی‌پروا
چپ بی‌پروا (به انگلیسی: Ultra-leftism) اصطلاحی است که در میان گروه‌های مارکسیستی بکاربرده می‌شود، برای برخی از انواع مواضع چپ‌های تندرو و افراطی که سازش‌ناپذیر و بی‌پروا هستند. تعریف دیگر به لحاظ تاریخی به جریان خاصی از کمونیسم مارکسیستی اشاره دارد، که در آن کمینترن احزاب سوسیال دموکراتیک (و همه گروه‌های مترقی دیگر خارج از حزب کمونیست) را نفی می‌کند.
چپ بی‌پروا در درون و بیرون از انترناسیونال کمونیست در دوره‌هایی که گروه‌های سیاسی به دنبال کمونیسم شورایی و کمونیسم چپ بودند مشهود بود.

## پیشینه
اصطلاح چپ بی‌پروا(Ultra-leftism) به ندرت در زبان انگلیسی به کار می‌رود. در عوض، مردم تمایل دارند از کمونیسم چپ به عنوان گونه‌ای از مارکسیسم سنتی صحبت کنند. معادل فرانسوی، ultra-gauche، معنای قوی تری در آن زبان دارد و برای تعریف جنبشی که امروزه نیز وجود دارد بکارگیری می‌شود.